# Ilija i Marko Begić
Ilija i Marko Begić, hrvatski glazbenici iz Bosanske Posavine. Najuspješniji su i najpopularniji pjevači izvorne glazbe Hrvata iz Bosanske Posavine. Pjevački duet skoro pola stoljeća nastupao je diljem svijeta, gdje god žive Hrvati iz Bosanske Posavine.

## Članovi
Članovi su bili braća Ilija Begić (1938. – 31. svibnja 2018.) i Marko Begić iz Dervente.

## Karijera
Prvi su nosač zvuka snimili 1969. godine. To je za ona vremena bilo nešto čudesno, jer su snimili izvorne narodne pjesme. Singl ploču snimili su u diskografskoj "Glasu komuna" iz Doboja. Bila su to vremena kad je malo tko imao u kućanstvu barem gramofon. Od tad su braća ostvarila veliki uspon na glazbenoj pozornici. U 45 godina djelovanja snimili su desetke albuma, stotine pjesama, na njihovim koncertima dvorane su bile pune. Zaradili su milijune. Ploče su poslije snimli u sarajevskom Diskotonu. Albumi su im ostvarlivali srebrne, zlatne i platinaste naklade. Glazbenim izričajem nikad nisu zastranili u šund, nego ostali dostojni u tradicijskoj izvedbi, uz šargiju i violinu. Životni put braću je odnio iz rodne Dervente poput desetke tisuća Posavljaka izvan rodnog kraja, dalje u Hrvatsku, Zapadnu Europu i dalje.

## Diskografija
Djelimičan popis izdanja:
- Bratska dioba (na šargiji Stanoje Marković), 1972., Glas komuna
- Kad zapjeva Ilija i Marko (na šargiji Stanoje Marković), 1972., Glas komuna, Beograd disk
- Ja prošetah gore, dole (na šargiji Stanoje Marković), 1972., Glas komuna, Beograd disk
- U proleće kad jorgovan cvati, 1974., Diskoton
- Nova pruga kroz Bosnu se gradi / Golubica bijela, 1978., Diskoton
- Pjesma majci, Glas komuna, nepoznata godina izdanja
- Hajde Jelo da ašikujemo (na šargiji Stanoje Marković, na dvojnicama Jozo Ravlić), Glas komuna, Beograd disk, nepoznata godina izdanja
- Niko nikom kuće zakućio nije, Diskoton, nepoznata godina izdanja
- U Derventi narodi su bratski, 1981., Jugodisk
- Otišla si s proljećem ranim, 1986., Jugoton
- Što si tužna, violino, 1987., Jugoton
- Zavičajna pjesma, 1988., Jugoton
- Zlatni hitovi uz šargiju i violinu - bosanske izvorne pjesme, Jugodisk, 1988.
- Braća Begić, 1990., VIP Maestral
- Hrvati iz Bosne, 1994., Alkaton

## Vanjske poveznice
- Discogs Duet Ilija i Marko Begić (engleski)
- Brodportal.hr Preminuo Ilija Begić, legenda izvorne glazbe bosanske Posavine